# Marvin Schwäbe
Marvin Schwäbe (Dieburg, 1995. április 25. –) német utánpótlás-válogatott labdarúgó, az 1. FC Köln játékosa. A 2012-es U17-es labdarúgó-Európa-bajnokságon részvevő német U17-es labdarúgó válogatott tagja volt.

## Statisztika
2016. november 13. szerint.
| Klub információ                 | Klub információ                 | Klub információ                 | Bajnokság | Bajnokság | Kupa      | Kupa      | UEFA  | UEFA | Összesen | Összesen |
| Szezon                          | Klub                            | Bajnokság                       | Mérk.     | Gól       | Mérk.     | Gól       | Mérk. | Gól  | Mérk.    | Gól      |
| Németország                     | Németország                     | Németország                     | Bajnokság | Bajnokság | DFB-Pokal | DFB-Pokal | UEFA  | UEFA | Összesen | Összesen |
| ------------------------------- | ------------------------------- | ------------------------------- | --------- | --------- | --------- | --------- | ----- | ---- | -------- | -------- |
| 2012–13                         | Eintracht Frankfurt II          | Regionalliga Südwest            | 9         | 0         | 0         | 0         | —     | —    | 9        | 0        |
| Összesen Eintracht Frankfurt II | Összesen Eintracht Frankfurt II | Összesen Eintracht Frankfurt II | 9         | 0         | 0         | 0         | 0     | 0    | 9        | 0        |
| 2013–14                         | TSG Hoffenheim II               | Regionalliga Südwest            | 17        | 0         | 0         | 0         | —     | —    | 17       | 0        |
| 2014–15                         | TSG Hoffenheim II               | Regionalliga Südwest            | 23        | 0         | 0         | 0         | —     | —    | 23       | 0        |
| Összesen TSG Hoffenheim II      | Összesen TSG Hoffenheim II      | Összesen TSG Hoffenheim II      | 40        | 0         | 0         | 0         | 0     | 0    | 40       | 0        |
| 2014–15                         | TSG Hoffenheim                  | Bundesliga                      | 0         | 0         | 0         | 0         | 0     | 0    | 0        | 0        |
| Összesen TSG Hoffenheim         | Összesen TSG Hoffenheim         | Összesen TSG Hoffenheim         | 0         | 0         | 0         | 0         | 0     | 0    | 0        | 0        |
| 2015–16                         | VfL Osnabrück                   | 3. Liga                         | 38        | 0         | 1         | 0         | 0     | 0    | 39       | 0        |
| Összesen VfL Osnabrück          | Összesen VfL Osnabrück          | Összesen VfL Osnabrück          | 38        | 0         | 1         | 0         | 0     | 0    | 39       | 0        |
| 2016–17                         | Dynamo Dresden                  | Bundesliga 2                    | 12        | 0         | 2         | 0         | 0     | 0    | 14       | 0        |
| Összesen Dynamo Dresden         | Összesen Dynamo Dresden         | Összesen Dynamo Dresden         | 12        | 0         | 2         | 0         | 0     | 0    | 14       | 0        |
| Karrier teljesítménye           | Karrier teljesítménye           | Karrier teljesítménye           | 99        | 0         | 3         | 0         | 0     | 0    | 102      | 0        |

## Sikerei, díjai

### Klub
- Brøndby IF
  - Dán Szuperliga: 2020–21

### Válogatott
- Németország U17
  - U17-es labdarúgó-Európa-bajnokság ezüstérmes: 2012
- Németország U21
  - U21-es labdarúgó-Európa-bajnokság: 2017